# Lucas Biglia
Lucas Rodrigo Biglia (30 de gener de 1986) és un futbolista argentí que actualment juga a l'AC Milan i la selecció de l'Argentina.

## Trajectòria

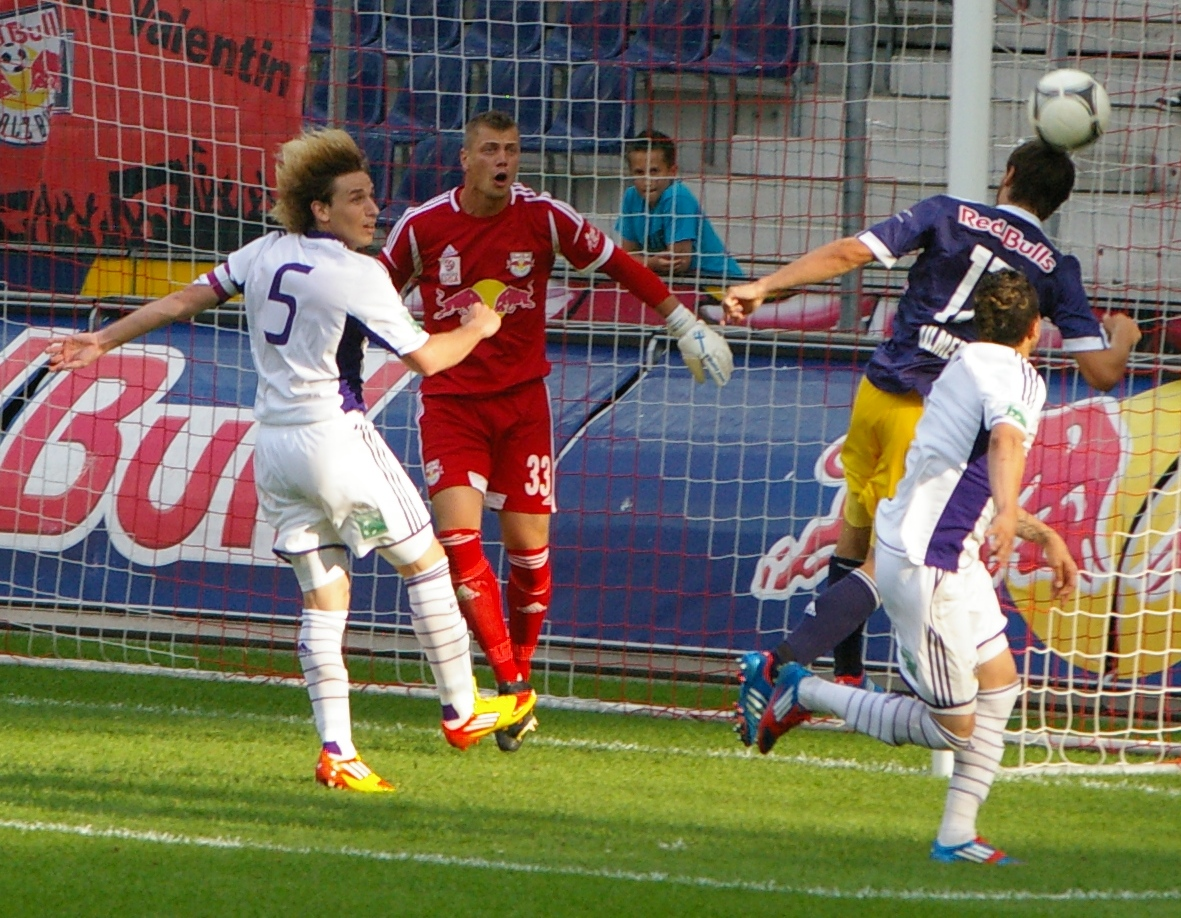
Biglia jugant amb el 5 en un partit de l'Anderlecht contra el Red Bull Salzburg el 2012.

Després d'un prometedor pas per les categories infantils del Club Estudiantes de la seua ciutat natal, on es destacava com golejador malgrat jugar de volant central, els seus començaments com a jugador professional van ser en les divisions inferiors de l'Asociación Atlética Argentinos Juniors durant els anys 2004-2005 assolint un ascens amb companys de gran nivell com Leonardo Pisculichi, Gustavo Oberman i Jorge Quinteros. Posteriorment passa a integrar les files d'CA Independiente d'Avellaneda, el 2005-2006; des d'aqueix club és transferit al RSC Anderlecht de Bèlgica, que compra el seu traspàs. En l'any 2007 es corona campió de la lliga de futbol d'aquest país, convertint el gol en el partit definitori amb el qual l'equip blanc va assolir consagrar-se. En l'últim any, el 2012, es va coronar campió de la lliga de Bèlgica.
Després de set temporades jugant en la Lliga belga, assoleix la seua desvinculació de l'Anderlecht per arribar a Itàlia, més precisament a la ciutat de Roma, per ser jugador de la SS Lazio per quatre temporades. Biglia té doble nacionalitat argentí-Italiana i avantpassats a Florència. El seu germà Christian Biglia també és futbolista, juga en Club Social y Deportivo Merlo de l'Argentina.
El juliol de 2017 Lucas es converteix en un dels mediàtics fitxatges del nou AC Milan.